# Cerro Pabelloncito
Cerro Pabelloncito är ett berg i Bolivia.   Det ligger i departementet Potosí, i den sydvästra delen av landet, 400 km sydväst om huvudstaden Sucre. Toppen på Cerro Pabelloncito är 4 663 meter över havet, eller 11 meter över den omgivande terrängen. Bredden vid basen är 0,27 km.
Terrängen runt Cerro Pabelloncito är varierad. Trakten runt Cerro Pabelloncito är nära nog obefolkad, med mindre än två invånare per kvadratkilometer.. Det finns inga samhällen i närheten.
Omgivningarna runt Cerro Pabelloncito är i huvudsak ett öppet busklandskap.